# Hexaplex cichoreum
Hexaplex cichoreum, vetenskapligt beskriven först av Dunker 1869, är en snäcka i släktet Hexaplex inom familjen purpursnäckor. 

## Utseende
Snäckskalen blir omkring 5 till 15 cm lång. Arten finns i Filippinerna och sydvästra Stilla havet.